# Ennin
Ennin (jap. 円仁; ur. 794, zm. 864) – japoński mnich, podróżnik, filozof ze szkoły tendai. Znany pod pośmiertnym imieniem Jikaku daishi (慈覚大師, wielki mistrz Jikaku).

## Biografia

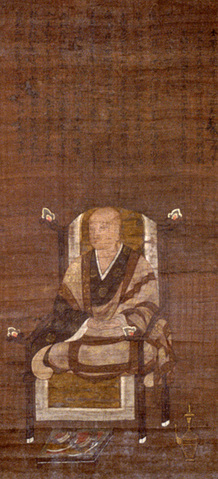
Wielki mistrz Jikaku (Ennin)

Urodził się w rodzinie Mibu w ówczesnej prowincji Shimotsuke (ob. prefektura Tochigi).
W wieku 8 lat rozpoczął naukę w klasztorze Daiji-ji (pref. Tochigi), a w wieku 14 lat rozpoczął praktykę buddyjską w Enryaku-ji na górze Hiei. Był uczniem Saichō.
W 838 r. udał się do Chin w ramach misji cesarza Nimmyō. Po przybyciu do Yangzhou rozpoczął studiowanie ezoterycznych tekstów u dwu mistrzów. U mistrza Chuanyana przeszedł ceremonię inicjacji. Po przeczekaniu zimy w klasztorze w Szantungu prowadzonym przez koreańskich mnichów udał się wiosną 839 r. na górę Wutai.
Po jakimś czasie udał się do Chang’anu, ówczesnej stolicy Chin, gdzie studiował i praktykował nauki ezoteryczne w latach 840-845 u trzech różnych nauczycieli. Został zaordynowany do dwóch rytuałów mandali. Następnie udał się w podróż statkiem po Wielkim Kanale Chińskim.
Ennin był świadkiem wstąpienia na tron antybuddyjskiego cesarza Wuzonga w 840 r. i prześladowań buddyzmu w latach 842-846. W ich wyniku został w 847 r. deportowany do Japonii.
Jego opanowanie nauk ezoterycznych (jap. mikkyō) było na tak wysokim poziomie, że przewyższył samego Kūkaia z ezoterycznej szkoły shingon. Dlatego też właśnie Enninowi cesarz przekazał prowadzenie corocznego inicjacyjnego rytuału ezoterycznego hiei kanjo od 849 r.
W 854 r. został głównym opatem (zasu) szkoły tendai w Enryaku-ji. Pozostał na tym stanowisku przez 20 lat. Wybudował wtedy budynki (Tō-in) dla przechowywania sutr przywiezionych przez niego z Chin. Z Chin przywiózł 559 tomów pism buddyjskich. Wprowadził również w Japonii nowy rodzaj praktyki zwanej nembutsu, która związana była z kultem buddy Amidy. Poza tym założył m.in. klasztory: Onjō-ji (znany bardziej jako Mii-dera w prefekturze Shiga) i Ryūshaku-ji (lub Risshaku-ji) w prefekturze Yamagata.
Jest autorem ponad 100 dzieł, w tym dziennika z podróży po Chinach pt.: Nittō guhō junrei kōki (入唐求法巡礼行記, Zapiski z pielgrzymki do Chin w poszukiwaniu Prawa, 838–847). 
Ennin był utalentowanym rzeźbiarzem. Jednym z przykładów jego pracy jest drewniana kopia statuetki bosatsu Kannon, umieszczonej w Sensō-ji, najstarszej świątyni buddyjskiej w Tokio. Jest ona wystawiana na widok publiczny raz w roku w dniu 13 grudnia.

## Źródła i bibliografia
- Ennin, [w:] Encyclopædia Britannica [dostęp 2022-09-30] (ang.).
- Red. Yusen Kashiwahara, Koyu Sonoda. Sharpers of Japanese Buddhism. Kōsei Publishing Co. Tokio. 1994. Str. 379. ISBN 4-333-01630-4